# Odprto prvenstvo Avstralije
Odprto prvenstvo Avstralije je prvi od štirih teniških turnirjev za Grand Slam in poteka januarja v Melbourne Parku. Prvič je potekal leta 1905. Kot na vseh turnirjih za Grand Slam potekajo turnirju za moške in ženske posamično ter moške, ženske in mešane dvojice. Med letoma 1977 in 1985 je turnir potekal v decembru, leta 1986 turnirja ni bilo, nato pa je spet potekal v januarju. 
Glavni igrišči Rod Laver Arena in Vodafone Arena imata premično streho, ki se lahko v primeru dežja ali hude vročine zapre. S tem je edini od turnirjev za Grand Slam, ki lahko poteka na pokritem igrišču. Turnir je znan po hudi vročini, saj poteka sredi poletja. V primeru prehude vročine lahko posebna komisija tudi prekine turnir.